# Amanda Jackson
Amanda Michelle Jackson (Springfield, 27 giugno 1985) è un'ex cestista statunitense naturalizzata armena.